# 勒夫波

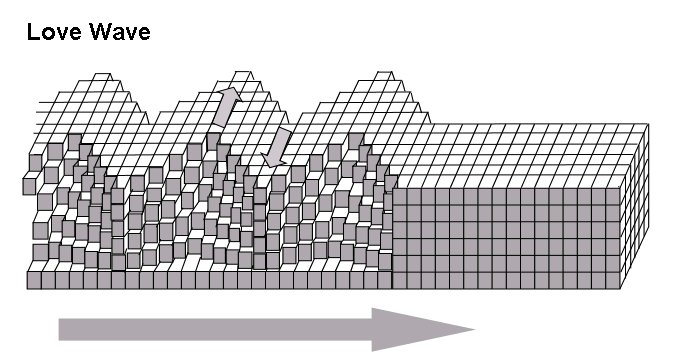
L波的運動方式

洛夫波（英語：Love wave）是一種屬於表面波的地震波，簡稱L波，波動方式為左右扭動前進。樂甫波是根據英國科學家樂甫命名的。其威力要遠遜於P波和S波，速度也要比P波和S波慢。作為表面波，洛夫波只能在地殼中傳播。